# Khui
Khui (... – XXII secolo a.C.) è stato un faraone ascrivibile al primo periodo intermedio.
Collocato inizialmente – e con un certo dubbio – nella VIII dinastia, in tempi successivi venne anche attribuito alla fine della VI dinastia e persino al periodo herakleopolita (IX e X dinastia).

## Biografia
Sovrano assai oscuro (al pari dell'epoca durante la quale regnò), l'unica prova della sua storicità proviene dalla necropoli regale di Dara presso l'odierna Manfalut, nel Medio Egitto.

Durante una spedizione effettuata tra il 1946 e il 1948, infatti, gli egittologi Raymond Weill e Ahmed Kamal rinvennero un blocco di pietra in una delle tombe della necropoli, recante un cartiglio contenente il nomen "Khui".
Nella stessa necropoli sono presenti i resti di una piramide sulla quale però non fu possibile ritrovare il nome del titolare. Come facile conseguenza di ciò, si attribuì ben presto il blocco con il cartiglio alla piramide, poi chiamata piramide di Khui, anche se al giorno d'oggi mancano ancora le prove definitive che avvalorino tale associazione.
Al di là del presunto edificio funerario, nulla si sa del regno di questo sovrano.